# Podblanický hudební podzim
Podblanický hudební podzim je jedním z nejrozsáhlejších festivalů vážné hudby ve Středočeském kraji. Byl založen v roce 1984 jako pocta světově proslulému baroknímu skladateli Janu Dismasi Zelenkovi, rodákovi z Louňovic pod Blaníkem.

## Organizace
Organizátorem festivalu je Sdružení profesionálních a dobrovolných kulturních pracovníků a šestnácti měst a obcí, kde se jednotlivé koncerty pořádají – Benešov, Praha, Vlašim, Bystřice u Benešova, Votice, Čerčany, Lešany, Týnec nad Sázavou, Poříčí nad Sázavou, Vrchotovy Janovice, Blažejovice, Řevnice, Kladruby, Zdislavice, Neveklov a Louňovice pod Blaníkem.

## Dramaturgie
Dramaturgie festivalu vždy v první řadě připomíná, že Středočeský kraj je rodištěm mnoha hudebních velikánů nebo místem vzniku jejich hudby. Jedná se především o již zmíněného Jana Dismase Zelenku, Antonína Dvořáka, Bedřicha Smetanu, Leoše Janáčka, Zdeňka Fibicha, Jana Kubelíka a Jana Heřmana. Jejich skladby tedy nemohou chybět na žádném ročníku této hudební přehlídky. Současně se dramaturgie opírá vždy o připomínku některých výročí (např. v roce 2006 to bylo 250. výročí narození Wolfganga Amadea Mozarta). Výběr skladeb pro festival zahrnuje jak díla vokálně-instrumentální, tak symfonická a komorní a představuje reprezentativní skladby významných českých a zahraničních skladatelů od období baroka po romantismus. Účastní se ho pravidelně jak česká, tak zahraniční hudební tělesa a sólisté. Zahajovací koncert je obvykle pořádán v Benešovském Městském divadle Na Poště, kde vystupuje mj. soubor Barocco sempre giovane (umělecký vedoucí Mgr. Josef Krečmer) s houslistou Václavem Hudečkem, sopranistkou Hanou Jonášovou a klavíristkou Jaroslavou Pěchočovou. Závěrečný koncert festivalu je vždy pořádán v louňovickém zámku a jeho obsahem jsou výhradně Zelenkovy skladby.